# National Museum of Dance and Hall of Fame

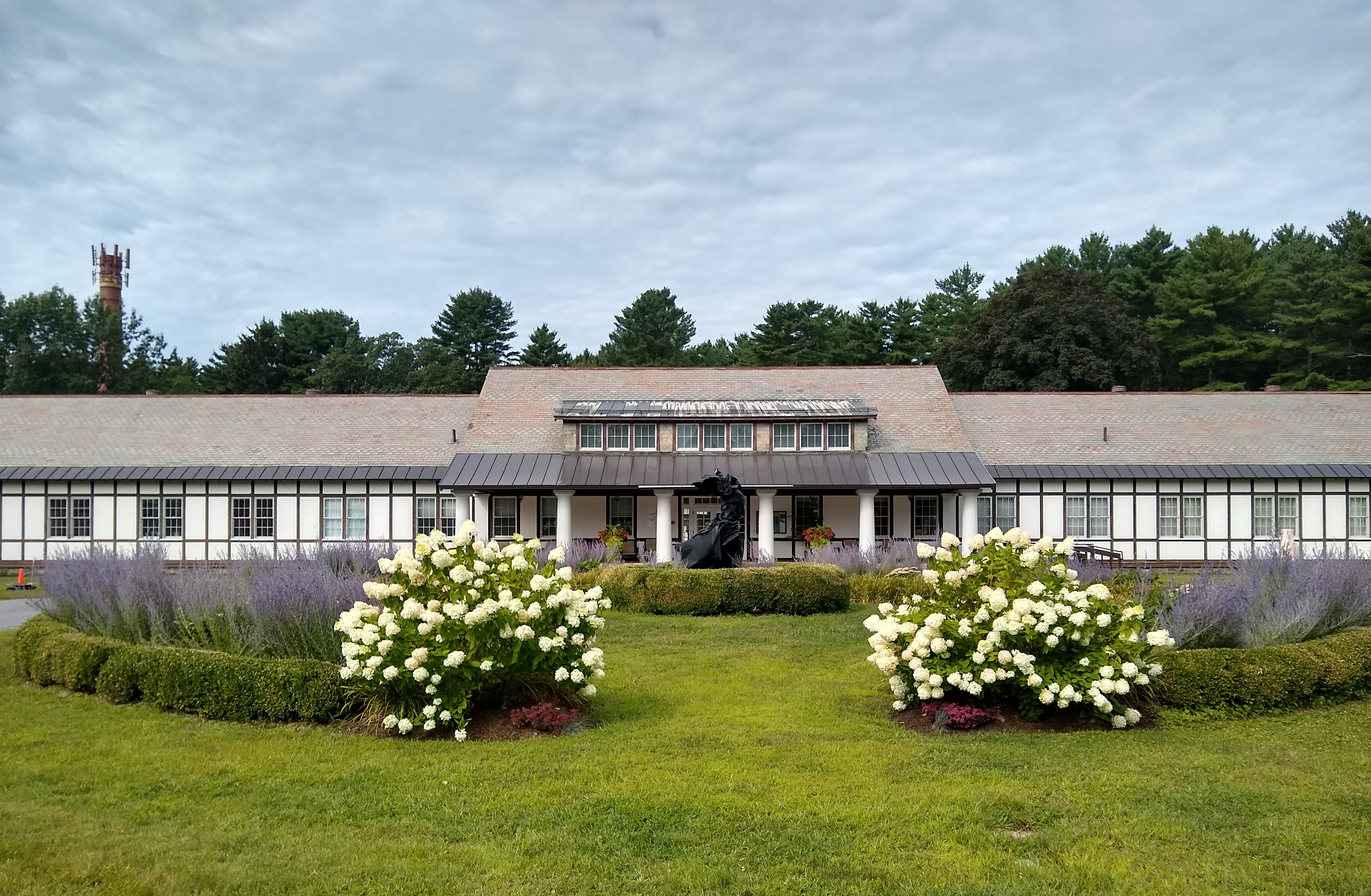
Der Haupteingang des National Museum of Dance und der Hall of Fame

Das National Museum of Dance and Hall of Fame ist ein Museum und eine Ruhmeshalle in den USA, die die größten Tänzer der Welt ehrt. 
Die Einrichtung steht im Saratoga Spa State Park im Stadtgebiet von Saratoga Springs (Saratoga County, US-Bundesstaat New York).

## Geschichte
Mitte der 1980er Jahre entwickelten die Philanthropin Marylou Whitney und der Bauunternehmer Lewis A. Swyer den Plan, in den USA das erste Museum mit angeschlossener Ruhmeshalle für den Tanz zu errichten. Als Standort wählten sie den Saratoga Spa State Park, in dem sich auch das Saratoga Performing Arts Center (SPAC) befindet, der Sommerstandort des New York City Ballet.
Gegründet wurde das Museum 1984, erhielt einen günstigen Pachtvertrag für das denkmalgeschützte Washington Bathhouse und baute das Gebäude den Bedürfnissen entsprechend um und aus. Der Verlauf der Umbauarbeiten ermöglichte eine kurze Vorschausaison des Museums im Jahr 1986, die offizielle Premierensaison wurde 1987 gefeiert – inklusive der Einweihung der  Mr. and Mrs. Cornelius Vanderbilt Whitney Hall of Fame für jene Tänzer, die einen denkwürdigen Beitrag zur Tanzkultur geleistet haben.
Die ersten 13 Mitglieder der Hall of Fame, darunter Fred Astaire, wurden 1987 aufgenommen. Seitdem erfolgen Neuaufnahmen grundsätzlich jährlich, wobei teilweise auch einzelne Jahre ausgesetzt wird.
Infolge der COVID-19-Pandemie in den USA schloss das Museum vorläufig und wurde im August 2021 vom Saratoga Performing Arts Center übernommen.

## Mitglieder

### Aufnahmen 1987 und 1988
1987
- Fred Astaire (1899–1987)
- George Balanchine (1904–1983)
- Agnes de Mille (1905–1993)
- Isadora Duncan (1877 or 1878?–1927)
- Katherine Dunham (1909–2006)
- Martha Graham (1894–1991)
- Doris Humphrey (1895–1958)
- Lincoln Kirstein (1907–1996)
- Catherine Littlefield (1905–1951)
- Bill „Bojangles“ Robinson (1878–1949)
- Ruth St. Denis (1877–1968)
- Ted Shawn (1891–1972)
- Charles Weidman (1901–1975)

1988
- Busby Berkeley (1895–1976)
- Lucia Chase (1897–1986)
- Hanya Holm (1893–1992)
- John Martin (1893–1985)
- Antony Tudor (1908–1987)

### Aufnahmen 1989–1999
- Jerome Robbins (1918–1998)
- Alvin Ailey (1931–1989)
- Merce Cunningham (1919–2009)
- Bronislava Nijinska (1891–1972)
- Paul Taylor (1930–2018)
- José Limón (1908–1972)
- Anna Sokolow (1910–2000)
- Barbara Karinska (1886–1983)
- Arthur Mitchell (1934–2018)

### Aufnahmen 2000–2010
- Robert Joffrey (1930–1988)
- Trisha Brown (1936–2017)
- Alwin Nikolais (1910–1993)
- Nicholas Brothers (1914–2006 & 1921–2000)
- Léonide Massine (1896–1979)
- Edwin Denby (1903–1983)
- Igor Stravinsky (1882–1971)
- Arthur und Kathryn Murray
- New Dance Group 1932
- Bob Fosse (1927–1987)
- Bill T. Jones (1952–)
- Peter Martins (1946–)
- Tommy Tune (1939–)
- Marge Champion (1919–2020)
- Suzanne Farrell (1945–)
- Edward Villella (1936–)
- Frankie Manning (1914–2009)
- Michael Jackson (1958–2009)

### Aufnahmen 2011–2019
- Frederic Franklin (1914–2013)
- Oliver Smith (1918–1994)
- Ben Vereen (1946–)
- Anna Pawlowna Pawlowa (1881–1931)
- Judith Jamison (1943–)
- Gene Kelly (1912–1996)
- Jacques d’Amboise (1934–2021)
- Rudolf Chametowitsch Nurejew (1938–1993)
- Mark Morris (1956–)
- Gregory Hines (1946–2003)
- Patricia Wilde (1928–2021)
- Lewis A. Swyer (1918–1988)
- Marylou Whitney (1925–2019)
- Alfredo Corvino (1916–2005)
- Lucinda Childs (1940–)
- Carmen de Lavallade (1931–)
- Frederick Ashton (1904–1988)